# Ärkehertigtrion
Ärkehertigtrion eller Pianotrio i B-dur, opus 97, är en pianotrio för piano, violin och cello komponerad av Ludwig van Beethoven som färdigställdes 1811. Den är namngiven efter ärkehertig Rudolf av Österrike, en amatörpianist som var vän och elev till Beethoven. Numreringen av Beethovens tolv pianotrior är inte standardiserad, och i ibland anges stycket som "pianotrio 7", eller helt utan nummer.
Trion skrevs under den senare delen av kompositörens så kallade "mellanperiod". Han påbörjade komponerandet under sommaren 1810 och färdigställde den i mars 1811. Det första allmänna framträdandet gavs av Beethoven själv, Ignaz Schuppanzigh på violin och Josef Linke på cello vid hotellet Zum römischen Kaiser i Wien den 11 april 1814. Hans dövhet fortsatte att äta på hans förmåga att framträda. Violinisten och kompositören Louis Spohr skrev att "under forte-passagerna spelade den stackars döve mannen så hårt på tangenterna att strängarna skramlade och i piano spelade han så mjukt att hela grupper av noter försvann." Detta var Beethovens sista framträdande som pianist.

## Struktur
Verket är indelat i fyra satser, som tillsammans bildar uppemot 40 minuter av musik.
1. Allegro moderato
2. Scherzo (Allegro)
3. Andante cantabile ma però con moto. Poco piu adagio.
4. Allegro moderato - Presto